# Vlag van Papendrecht

Vlag van de gemeente Papendrecht

De vlag van Papendrecht is op 30 januari 1958 bij raadsbesluit vastgesteld als gemeentelijke vlag van de Zuid-Hollandse gemeente Papendrecht.  De vlag bestaat uit drie horizontale banen van gelijke hoogte in de kleuren blauw, geel en blauw.
De kleuren zijn afkomstig van het gemeentewapen; het aantal banen komt overeen met het aantal windmolens op het wapenschild.

## Verwante afbeeldingen

Wapen van Papendrecht
Vlag van Boskoop
Vlag van Hedel
Vlag van Hoegaarden
Vlag van Rijswijk (Zuid-Holland)
Vlag van Schipluiden

Alblasserdam
· Albrandswaard
· Alphen aan den Rijn
· Barendrecht
· Bodegraven-Reeuwijk
· Capelle aan den IJssel
· Delft
· Den Haag
· Dordrecht
· Goeree-Overflakkee
· Gorinchem
· Gouda
· Hardinxveld-Giessendam
· Hendrik-Ido-Ambacht
· Hillegom
· Hoeksche Waard
· Kaag en Braassem
· Katwijk
· Krimpen aan den IJssel
· Krimpenerwaard
· Lansingerland
· Leiden
· Leiderdorp
· Leidschendam-Voorburg
· Lisse
· Maassluis
· Midden-Delfland
· Molenlanden
· Nieuwkoop
· Nissewaard
· Noordwijk
· Oegstgeest
· Papendrecht
· Pijnacker-Nootdorp
· Ridderkerk
· Rijswijk
· Rotterdam
· Schiedam
· Sliedrecht
· Teylingen
· Vlaardingen
· Voorne aan Zee
· Voorschoten
· Waddinxveen
· Wassenaar
· Westland
· Zoetermeer
· Zoeterwoude
· Zuidplas
· Zwijndrecht